# Калачики (Талицкий муниципальный округ)
Калачики — деревня в Талицком городском округе Свердловской области России.

## Географическое положение
Деревня Калачики находится на расстоянии 27 километров (по дорогам в 38 километрах) к северо-западу от города Талицы, на правом берегу реки Юрмыч — левого притока реки Пышмы.

## Население
| 2002 | 2010 | 2021 |
| ---- | ---- | ---- |
| 110  | ↘88  | ↘47  |